# جوان هنري
جوان هنري (بالإنجليزية: Joanne Henry) هي منافسة ألعاب القوى نيوزيلندية، ولدت في 2 أكتوبر 1971.

## وصلات خارجية
- جوان هنري على موقع الاتحاد الدولي لألعاب القوى (الإنجليزية)
- جوان هنري على موقع أوليمبيديا (الإنجليزية)